# Gürtelgehänge

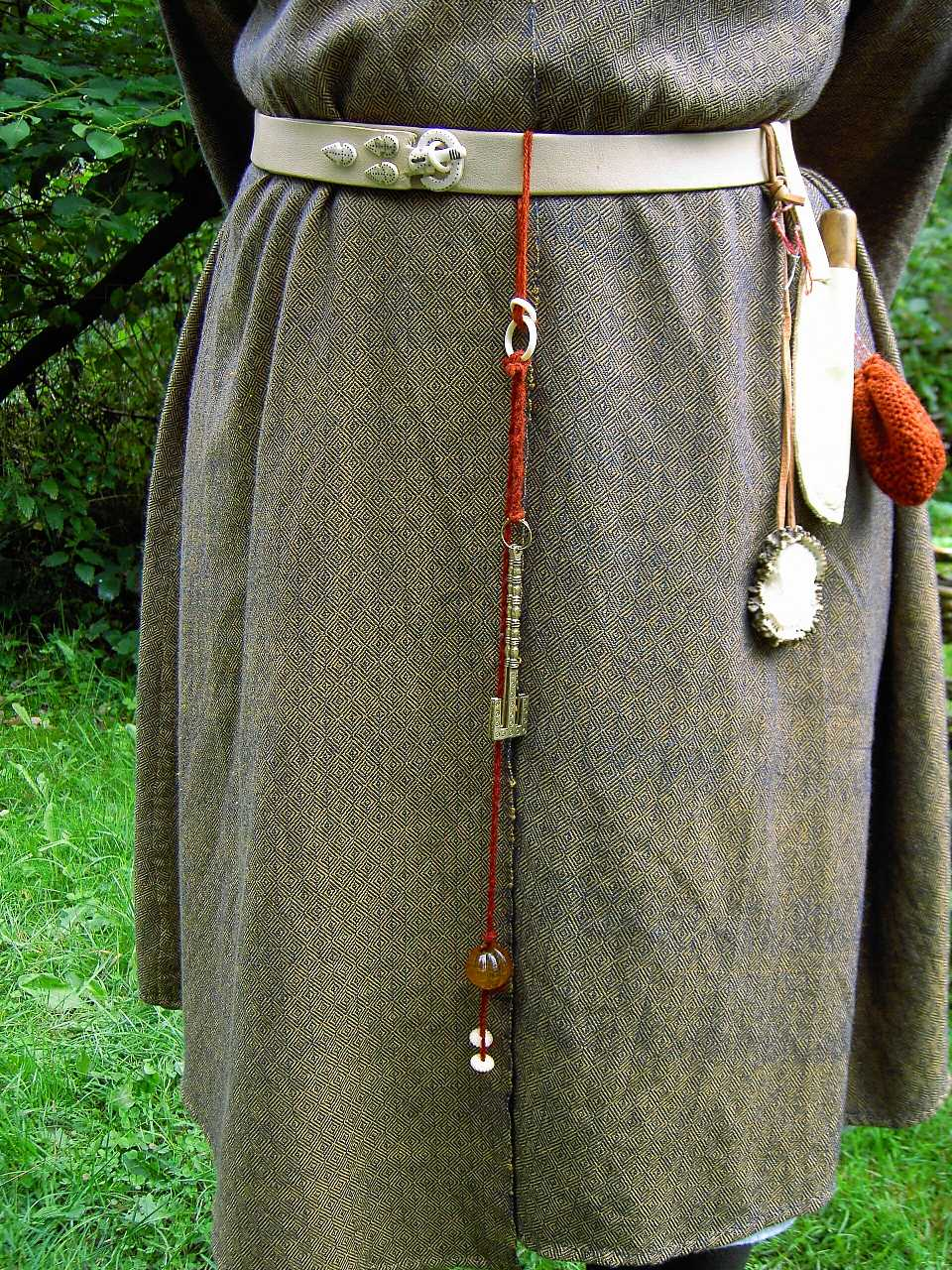
Rekonstruktionsversuch des Gürtelgehänges einer thüringischen Frauentracht um 530 n. Chr.

Als Gürtelgehänge werden die an einem Leibgürtel aufgehängten Gegenstände bezeichnet.
Diese Gegenstände eines Gürtelgehänges können zum einen Werkzeuge und Geräte des täglichen Gebrauchs wie Messer, Scheren, Kämme, Taschen, Beutel und zum anderen Schmuckgegenstände oder Amulette sein. Sie hängen einzeln oder in Gruppen entweder an ledernen oder textilen Nebenriemen oder an Kettchen vom Leibgürtel herab. Gürtelgehänge sind ein wichtiger Trachtbestandteil, die im Laufe der Geschichte schnellen Modewechseln unterworfen sind und damit bei archäologischen Funden einen sicheren Hinweis auf die Zeit und Region geben können.